# Les Mosaïques du temps
Ne doit pas être confondu avec La Mosaïque de Sarance.
Les Mosaïques du temps est le quatrième volume de la série spéciale de La Grande Anthologie de la science-fiction, paru en 1990 sous la direction de Gérard Klein, Ellen Herzfeld et Dominique Martel, dans la maison d'édition « Le Livre de poche » n°7130, 1990.
Ce volume, consacré comme les autres ouvrages de la série spéciale aux auteurs francophones, réunit quatorze nouvelles, publiées entre 1957 et 1981.
L'image de couverture, réalisée par Manchu, représente trois astronautes sur une exoplanète étrange ; une sorte de monstre extraterrestre se trouve en arrière-plan et se dirige vers eux, sans que l'on sache s'il est agressif ou amical.

## Extrait de la préface
Les nouvelles sont précédées d'une courte préface synthétique de cinq pages ; cette préface n'est pas signée.
« Les Mosaïques du temps obéissent à cette loi singulière qui veut que les coupables reviennent inlassablement rôder sur les lieux de leurs crimes. En l'occurrence, il s'agit des trois auteurs de cette Grande Anthologie de la science-fiction française qui se sont trouvés soumis à cette autre loi qui pèse sur leur espèce et qui est de choisir. Donc d'écarter impitoyablement des textes qui pour une raison ou une autre, peut-être contingente, n'ont pas sur le moment, face à d'autres, obtenu l'unanimité ou la majorité qu'une approche démocratique impose. Mais d'être ensuite taraudés par le remords.

Ils ont donc revu l'ensemble des textes qui avaient, faute de place, manqué à figurer dans l'un des trois précédents volumes, (…) et procédé selon les mêmes méthodes à un ultime choix, pour cette période 1950-1984, de nouvelles qui ne le cèdent en rien à celles déjà rééditées. Par la même occasion, ils espèrent avoir répondu aux quelques critiques qui leur avaient reproché certaines lacunes, et proposer désormais un ensemble complet et cohérent. (…) Du fait du réexamen de l'ensemble de la période, ces quatorze nouvelles constituent un groupe moins homogène que les précédents. D'où le titre (…).

On remarquera pourtant une nouvelle fois que la science-fiction française se distingue nettement de l'anglo-saxonne et en particulier de l'américaine en excluant pratiquement les sciences dures comme sources d'inspiration et en se centrant sur des problèmes psychologiques et sociaux (…). »
— Début de la préface, p. 5 et 6

## Liste et résumés des nouvelles

### Le Savant Plaisir
- Auteur : Georges Panchard[1].
- Publication : 1981.
- Situation dans le recueil : pages 11 à 47.
- Intrigue : Jay Berenson (dont on n'apprendra l'identité exacte qu'à la fin de la nouvelle), pratique « le Vol ». Il s'agit de s'élancer dans le vide, nu, depuis un perchoir, sous l'œil des caméras et des spectateurs, avides de voir un homme s'élancer dans le vide et risquer de se tuer. Si on réussit, on est un héros ; si on rate, on s'écrase au sol, restant paraplégique. Ou mort. Le narrateur, lui, avait sauté à 29 m. Un rival inattendu, Lundgren, a sauté 34 m. Le narrateur a prévu de sauter le 11 septembre depuis 35 m. Il s'est grièvement blessé, a été reconstruit ; son corps porte prothèses et vis, mais il est vivant. Lundgren, quelques mois après, saute de 41 mètres ! Que faire ? Le narrateur se dirige vers une falaise. Il va sauter de 440 ou 450 m ; ce sera le plus beau Vol de sa vie. Les trois dernières phrases de la nouvelle précisent : « Je ne sais pas par quelle figure commencer. Il va falloir que je me décide. JE VOLE. »
- Article connexe : Plongeon de haut vol.
- Liens externes :
  - « Liste des publications en France » sur le site NooSFere
  - Liste des publications, selon iSFdb

### L'Hippocampe
- Auteur : Lorris Murail.
- Publication : 1981.
- Situation dans le recueil : pages 48 à 83.
- Intrigue : Le narrateur travaille aux Archives nationales. Il a pour voisin Gaston Charensol, qui a la triste particularité d'avoir subi une opération chirurgicale au cours de laquelle on lui a enlevé l'hippocampe, organe essentiel de la mémoire servant à mémoriser le vécu et à le mettre en « mémoire longue ». Charensol est donc, de fait, un handicapé : il est quasiment amnésique. Le narrateur constate que sont vendus, de plus en plus, des Cubes à mémoire : au début, il croit que ce sont des objets qui distinguent le vrai du faux, mais en fait ces objets, loin d'être magiques, réagissent aux pensées de celui qui lui pose des questions. Quoi qu'il en soit, un jour, le narrateur découvre Charensol : le malheureux s'est suicidé par pendaison, ne pouvant plus supporter la vie qu'il mène, ayant même oublié la mort de sa femme, six ans auparavant. Et si, se demande le narrateur, la mémoire devait être effacée ? et s'il fallait détruire les archives ? c'est ce qu'il fait en détruisant 50 kg de papiers aux Archives nationales (ce délit d'incendie volontaire est indiqué en début de nouvelle, et répond à la fin de celle-ci).
- Liens externes :
  - « Liste des publications en France » sur le site NooSFere
  - Liste des publications, selon iSFdb

### L'Homme englué
- Auteur : Jean-Jacques Girardot.
- Publication : 1979.
- Situation dans le recueil : pages 84 à 121.
- Intrigue : Roger Whyman est un scientifique, qui travaille pour le CERFA, le Centre de Recherches des Forces Armées. Il est l'inventeur d'une nouvelle arme, le rayon Z, qui peut, à distance, amollir la matière au point de la dissoudre. Or il ignore que les militaires, afin de le rendre plus performant, le droguent. Chaque jour, pour Roger, est donc de le même, avec le même travail à réaliser, la même obsession : créer l'arme le plus vite possible. Roger « sent » bien que quelque chose « ne tourne pas rond », mais il est comme englué par ceux qui l'entourent et qui dirigent sa vie. Il ne lui reste qu'une voie de sortie, le suicide, ou alors être tué par son propre rayon, et se dissoudre lentement dans les murs qui l'entourent et qui l'emprisonnent.
- Liens externes :
  - « Liste des publications en France » sur le site NooSFere
  - Liste des publications, selon iSFdb

### Bruit de fond
- Auteur : Philippe Curval.
- Situation dans le recueil : pages 122 à 132.
- Intrigue : Un espion rentre de mission d'espionnage et enregistre son rapport…

### La Vana
- Auteur : Alain Dorémieux.
- Situation dans le recueil : pages 133 à 149.
- Intrigue : Les Vanas sont des créatures extraterrestres, herbivores, de forme humanoïde, ramenées sur Terre à la suite d'expéditions spatiales. Slovic, le héros de la nouvelle, est célibataire, et bien qu'il s'en défende, souffre d'une certaine solitude sociale. Un jour, il décide d'acquérir une Vana, qu'il prénomme Sylve : il finit par en tomber amoureux…

### Froide est ta peau, Sytia. Morne mon désir…
- Auteur : Dominique Douay.
- Publication : 1976 dans Univers 07[2] (sous la direction de Jacques Sadoul).
- Situation dans le recueil : pages 150 à 156.
- Intrigue : Des êtres humains ont été artificiellement modifiés dans le cadre du projet de la conquête de nouveaux mondes spatiaux. Le narrateur s'est fait modifier son apparence, et vit depuis de nombreuses années avec Sytia, son épouse, au corps lui aussi modifié. Un jour, un de leurs enfants, prénommé Romaric, vole leur stock de pilules bleues permettant la conservation de leurs corps en bel état, avant de s'enfuir. Il ne reste au couple que deux pilules. Demain ou dans quelques jours, l'un et l'autre se verront tels qu'ils sont. Mais ils n'auront plus leur beau corps artificiel : à quoi ressemblera mon épouse ? à quoi ressemblerai-je ? le désir existera-t-il encore ? notre couple survivra-t-il à la réalité et à la vérité biologiques ?
- Liens externes :
  - « Liste des publications en France » sur le site NooSFere
  - Liste des publications, selon iSFdb

### Navigation en tour close
- Auteur : Jean-Pierre Hubert.
- Publication : 1981.
- Situation dans le recueil : pages 157 à 174.
- Distinction : la nouvelle a été proposée au Grand prix de l'Imaginaire en 1982, section « Meilleure nouvelle francophone ».
- Intrigue : Une Tour, comprenant une quarantaine d'hommes, voyage dans le temps… Et si quelques voyageurs sont partis pour aller visiter les environs le temps d'une escale, on risque fort de partir sans eux dans l'hypothèse où la Tour reprend soudainement son périple temporel. Et voici comment on ne reste plus qu'à quatre ou cinq dans la Tour…
- Liens externes :
  - « Liste des publications en France » sur le site NooSFere
  - Liste des publications, selon iSFdb

### Le Triptyque de Kohr
- Auteur : Christian Léourier.
- Publication : 1976.
- Situation dans le recueil : pages 175 à 209.
- Intrigue : Il y a bien longtemps, Cynewulf a découvert sur la lointaine planète Kohr la preuve de l'existence de Dieu, et plus précisément du Dieu des Chrétiens. Deux des trois éléments d'un triptyque (le troisième élément n'ayant pas été trouvé) ont été ramenés de cette planète : ils racontent l'histoire d'un homme, une sorte de prophète désigné sous le nom de « Fils de l'Unique », qui est venu pour inciter les gens à Aimer et à s'aimer les uns les autres, et à se révolter contre l'occupant injuste. Il a été puni par le gouverneur, avec l'accord explicite des prêtres, et mis à mort. Bref, il s'agissait de l'histoire du Christ, sauf que, et les datations sont formelles, cette histoire avait été gravée sur le triptyque il y a plusieurs millions d'années. Ainsi, la preuve était faite : Dieu avait envoyé le Christ sur toutes les planètes où l'Intelligence et la Civilisation s'étaient développées. Le problème, c'est qu'il y avait un troisième volet, que Cynewulf avait caché aux Terriens…

### Onze malheureux phonèmes
- Auteur : Bernard Mathon[3].
- Publication : 1973.
- Situation dans le recueil : pages 210 à 260.
- Intrigue : 
  - Lorthola, Wreng et Darek sont trois humains envoyés par les Nations unies sur la planète Worfia IV afin de vérifier si cette planète est colonisable, comme semble l'indiquer une sonde spatiale de reconnaissance. Après un passage dans l'hyperespace, le vaisseau spatial terrien arrive près de la planète. Ils découvrent un astre parfaitement accueillant, avec eau, forêts, pâturages, et... 24 êtres humanoïdes : des Worfiens. Ces derniers sont télépathes, et un échange, puis de nombreux échanges ont lieu, entre les extraterrestres et Darek (les deux autres membres de l'équipage n'étant pas aptes à échanger télépathiquement). Darek se lie avec la worfienne Al'g, qui lui enseigne la télépathie, et les rudiments de la psychokinèse. Au demeurant Darek ne reste pas insensible aux charmes de la jeune femme.
  - Puis elle lui révèle la Phrase, qui permet de tout comprendre, et de tout changer. Cette phrase, composée de 11 malheureux phonèmes en langue worfienne, et qui pour des humains correspondrait approximativement à paix-amour-liberté, est écoutée par Darek, dont l'esprit est brutalement transformé. En peu de temps, il est capable de parler comme les Worfiens, de penser comme les Worfiens. Il n'hésite pas à révéler la Phrase à ses deux autres compagnons.
  - Quand les trois astronautes rentrent sur Terre, ils s'empressent de révéler la Phrase aux humains, et le pouvoir des 11 phonèmes transforme la planète très rapidement : en quelque sorte les humains deviennent Worfiens. La fin de la nouvelle fait état d'un message étrange que reçoit Darek : il semble que les Worfiens étaient… des humains du futur, chargés de faire évoluer l'humanité vers une autre phase de son évolution. Mais alors, de nombreuses questions surgissent : Qui a créé le worfien ? Qui est Al'g ? Extraterrestre ou humaine du futur ? Manipulatrice ou sincère ? Questions sans réponse…
- Article connexe : ne pas confondre avec Les Neuf Milliards de noms de Dieu (1953), une nouvelle d'Arthur C. Clarke qui explique la catastrophe encourue si l'on prononce le vrai nom de Dieu.
- Liens externes :
  - « Liste des publications en France » sur le site NooSFere
  - Liste des publications, selon iSFdb

### Est-ce moi qui blasphème ton nom, Seigneur?
- Auteur : Daniel Walther.
- Publication : 1973.
- Publication en Allemagne : Bin ich es, der Deinen Namen lästert, o Herr ? [4].
- Situation dans le recueil : pages 261 à 284.
- Intrigue : Dans un futur indéterminé, à l'ère des vaisseaux spatiaux, de l'énergie nucléaire, des vols interplanétaires, les guerres de religion n'ont pas fini de diviser les humains. Voici l'exemple de Betali Svön, célèbre compositeur de musique, qui découvre de fil en aiguille que sa musique peut être considérée comme un instrument de pouvoir, que sa compagne Senta est en réalité une espionne néo-chrétienne, et qu'il est considéré comme un captif de choix par un clan religieux qui veut se servir de lui pour des motifs idéologico-religieux. Tristes désillusions pour un homme qui pensait que sa vie était facile et toute tracée !
- Liens externes :
  - « Liste des publications en France » sur le site NooSFere
  - Liste des publications, selon iSFdb

### Réhabilitation
- Nouvelle de Gérard Klein, publiée en 1973.
- Cette nouvelle s'inspire de la guerre du Viêt Nam et critique implicitement, sur le mode de l'humour noir, la politique américaine de l'époque qui alternait phases de bombardement et phases de reconstruction et d'aide aux victimes.
- Situation dans le recueil : pages 285 à 317.
- Intrigue : Une planète est saccagée. Découvrant l'énorme erreur commise, le haut-commandement lance l'opération « Réhabilitation ». Mais comment remettre en état ce qui a été incendié, calciné, détruit ?

### Comment vont les affaires?
- Auteur : Jacques Sternberg.
- Situation dans le recueil : pages 318 à 336.
- Intrigue : Le narrateur est un commercial qui écrit ses commentaires personnels sur un carnet intime. Il est l'employé d'une société multinationale qui vend des milliards de tonnes de savons par an ; elle occupe la première place sur ce marché et compte bien la garder. Et tout est bon pour les vendre. Y compris acheter une planète entière de savon, telle la planète Draguère. Y compris asservir des ouvriers comme des esclaves. Y compris agir avec un cynisme froid et calculateur…

### Mission fractale
- Auteur : Michel Jeury.
- Publication : 1980.
- Situation dans le recueil : pages 337 à 355.
- Observation : la nouvelle s'inspire de la théorie des fractales, dégagée par le mathématicien Benoît Mandelbrot.
- Intrigue : La dimension 2 de l'espace est le plan, la feuille de papier. La dimension 3 de l'espace est le volume. Entre ces deux dimensions, il y a toutes les dimensions imaginables. Le monde de Robert Seidon est caractérisé par la dimension 2,7268402… Et l'Empire Assaraw de ce monde va attaquer la planète Terre depuis une autre dimension. Dans cette autre dimension, vous allez rire comme c'est amusant, il existe un Empire américain et un Empire soviétique. Et comme ces deux Empires sont dotés de l'arme nucléaire, ce sera un jeu d'enfant pour les Assaraws de les faire s'entretuer pour, à la fin, récolter le pouvoir sur cette Terre !
- Liens externes :
  - « Liste des publications en France » sur le site NooSFere
  - Liste des publications, selon iSFdb
- Article connexe : Aimables Vautours, nouvelle humoristique d'Isaac Asimov.

### Le Monde enfin
- Auteur : Jean-Pierre Andrevon.
- Situation dans le recueil : pages 356 à 442.
- Intrigue : Au cours du XXIe siècle, alors que personne ne s'y attendait, les femmes ne firent plus d'enfants. Non pas que ce fût volontaire ; ce fut un fait : les enfants ne vinrent plus au monde. Entre le moment où le phénomène fut remarqué et où naquit le dernier enfant, il s'écoula huit ans. Soixante ans après, l'humanité est sur le point de disparaître…

## Autres chapitres du recueil
- Dictionnaire des auteurs + biographies : pages 443 à 455.
- Sommaire : pages 457-458.
- Index des nouvelles parues dans La Grande Anthologie de la science-fiction : pages 459 à 478.